# Parafia Najświętszego Serca Pana Jezusa i św. Michała Archanioła w Brąszewicach
Parafia Najświętszego Serca Pana Jezusa i Świętego Michała Archanioła – rzymskokatolicka parafia w Brąszewicach. Parafia należy do dekanatu Złoczew, w diecezji kaliskiej.

## Historia parafii
Wierni z Brząszewic należeli wcześniej do parafii w Wojkowie. 29 września 1919 roku została erygowana nowa parafia w Brząszewicach. W latach 1921–1922 zbudowano kościół według projektu inż. Hugo Kudera. Niestety spłonął on w 1950 roku. W latach 1952–1956 został zbudowany nowy kościół według projektu inż. Wacława Kowalewskiego. Parafie prowadzą księża diecezjalni.

## Proboszczowie
- ks. Aleksander Walczykowski ( 1919 – 1925)[2]
- ks. Czesław Żurmanowicz[1]
- ks. Włodzimierz Kostyrko[1]
- ks. Stanisław Pietruszewski[1]
- ks. Bronisław Chorzępa (2020– )[3].